# Bloody Disgusting
Bloody Disgusting é um site que oferece notícias, entrevistas e comentários sobre filmes de terror.

## História
Fundado em 2004 por Brad Minska e Tom Owen, e em 2007 foi adquirido pelo grupo The Collective. O site recebe um tráfego mensal de cerca de um milhão de visitantes e 20 milhões em suas paginas.
Em 2011 Bloody Disgusting começou a distribuir e produzir filmes que passaram a ganhar prêmios e a franquia de sucesso V/H/S.

## Produção de filmes
Como Bloody Disgusting cresceu, ele evoluiu para uma empresa de produção de filmes, liberando do gênero de terror e filmes premiados.
V/H/S - estreou no Sundance Film Festival 2012
V/H/S/2 - estreou no Sundance Film Festival 2013
V/H/S: Viral - estreou no festival de cinema Fantastic Fest de 2014
Under the Bed - estreou no Fantasia International Film Festival 2012
A Horrible Way to Die - estreou no Toronto International Film Festival 2010.